# Vanyola
Vanyola község Veszprém vármegyében, a Pápai járásban.

## Fekvése
Pápától északkeletre fekszik. A szomszédos települések: észak felől Lovászpatona, kelet felől Bakonyság és Bakonyszentiván, dél felől Csót, nyugat felől Vaszar; közigazgatási területe délnyugaton egy ponton érintkezik Nagygyimót határszélével is.

### Megközelítése
Közúton két irányból közelíthető meg: Pápa felől a 832-es főúton, majd arról Nagygyimót után letérve a 8306-os úton, Győr felől pedig Tétig a 83-as főúton, majd onnan szintén a 8306-os úton. Vasútvonal nem érinti.

## Története
Vanyola nevét 1222-ben a pannonhalmi apátság oklevele említi először az ismert források közül.
A török hódoltság idején többször is elnéptelenedett, de később mindig újranépesült.
A falu a városlődi karthauzi barátok birtoka.
A 16. század közepén a veszprémi püspökség birtoka lett, majd a 18. század végén a szombathelyi káptalané lett.
A 18. században lakói földművelésből és szőlőtermesztésből éltek.
A 20. század elején Veszprém vármegye Pápai járásához tartozott.
1910-ben 238 lakosából 237 szlovák volt. Ebből 232 római katolikus, 6 izraelita volt.
Ma a településhez tartozik Pápanyögér és Szalmavár is.

## Közélete

### Polgármesterei
- 1990–1994: Herjavecz Jenő (független)[3]
- 1994–1998: Herjavecz Jenő (Fidesz)[4]
- 1998–2002: Herjavecz Jenő (Fidesz)[5]
- 2002–200?: Gajdacsik Ernő (független)[6]
- 2003–2006: Varga Miklós (független)[7]
- 2006–2010: Varga Miklós (független)[8]
- 2010–2014: Varga Miklós (független)[9]
- 2014–2019: Varga Rita (független)[10]
- 2019–2024: Varga Rita (független)[11]
- 2024– : Horváth József (független)[1]

A településen 2003. április 27-én időközi polgármester-választást tartottak, az előző polgármester lemondása miatt.

## Népesség
A település népességének változása:
| Lakosok száma | 540  | 531  | 522  | 508  | 512  | 509  | 497  |
|               | 2013 | 2014 | 2015 | 2021 | 2022 | 2023 | 2024 |

A 2011-es népszámlálás során a lakosok 89,4%-a magyarnak, 1,3% németnek, 10,8% cigánynak, 0,2% örménynek mondta magát (9,5% nem nyilatkozott; a kettős identitások miatt a végösszeg nagyobb lehet 100%-nál). A vallási megoszlás a következő volt: római katolikus 50,3%, református 2,5%, evangélikus 18,9%, felekezeten kívüli 6,1% (22,1% nem nyilatkozott).
2022-ben a lakosság 93,9%-a vallotta magát magyarnak, 8,4% cigánynak, 1,8% németnek, 0,2% szlovénnek, 0,2% görögnek, 1% egyéb, nem hazai nemzetiségűnek (5,9% nem nyilatkozott; a kettős identitások miatt a végösszeg nagyobb lehet 100%-nál). Vallásuk szerint 38,3% volt római katolikus, 15,8% evangélikus, 4,5% református, 0,4% görög katolikus, 0,6% egyéb katolikus, 8,6% felekezeten kívüli (31,8% nem válaszolt).

## Nevezetességei
- Római katolikus templom - 1737-ben épült, többször is átépítették.
- Evangélikus templom
- Vanyolai Szőlőhegy

## Itt születtek
- Vajda Péter (Vanyola, 1808. január 20. – Szarvas, 1846. február 10.) költő, pedagógus és természettudós, az MTA tagja.

## Galéria

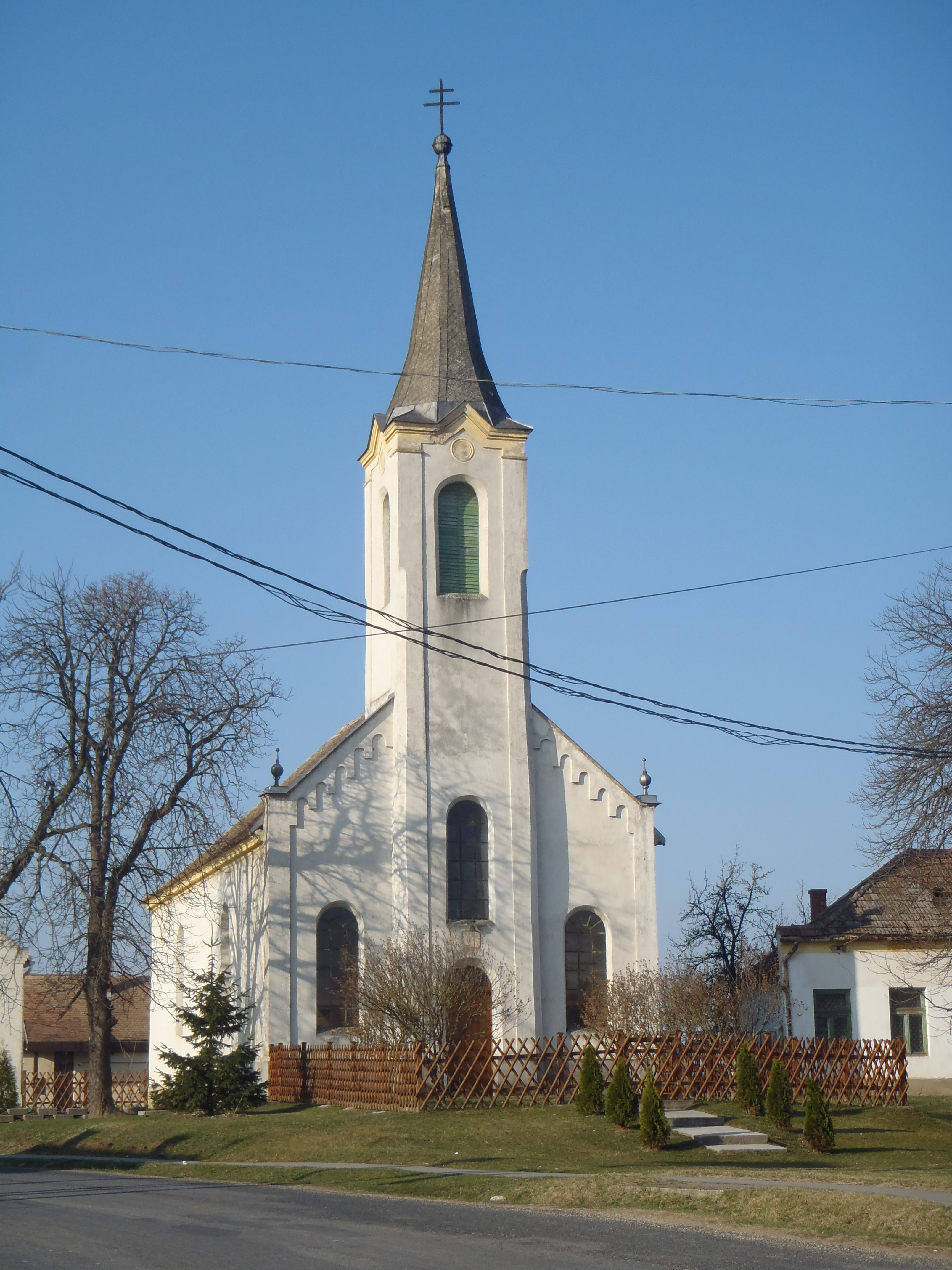
Evangélikus templom
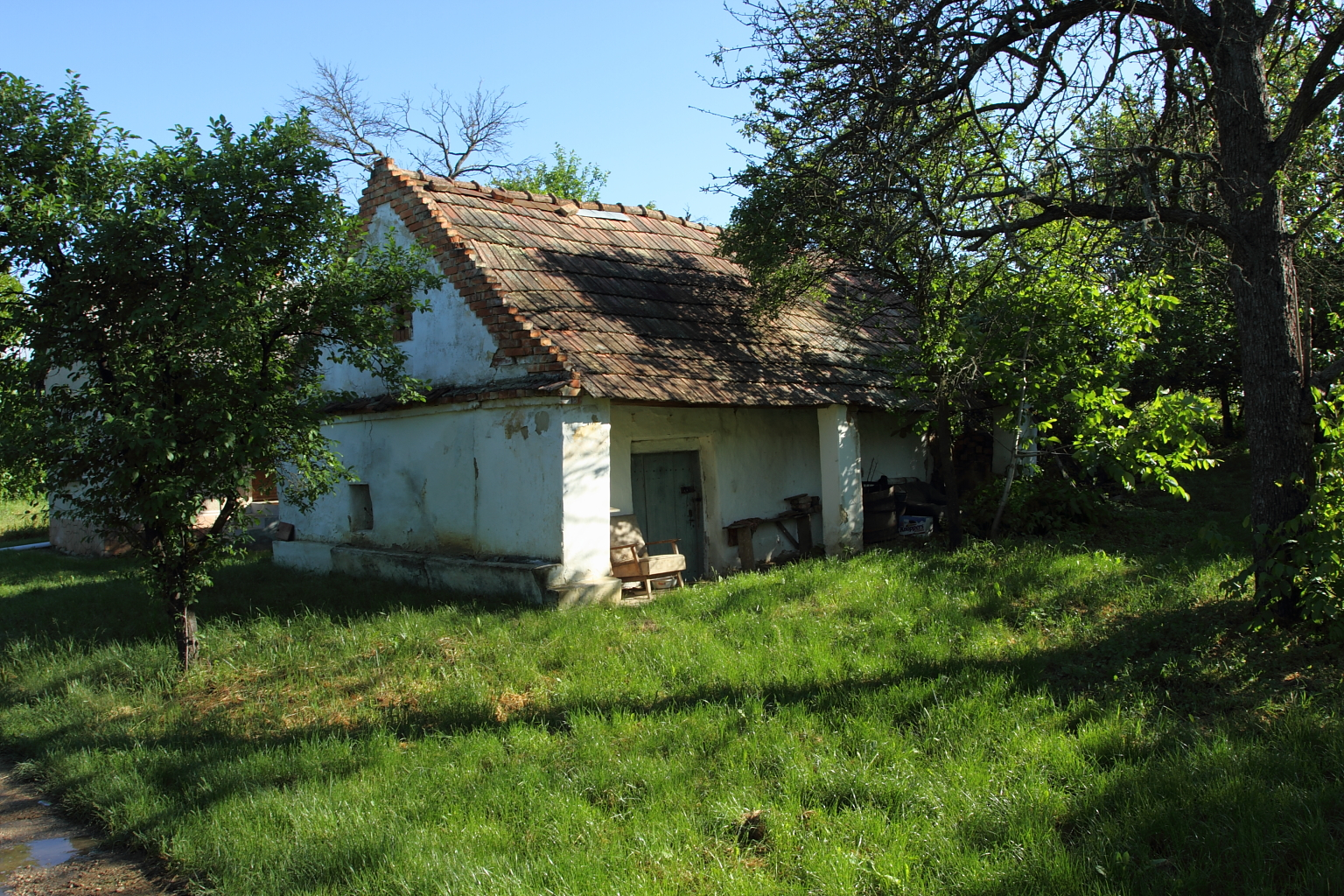
Régi borospince
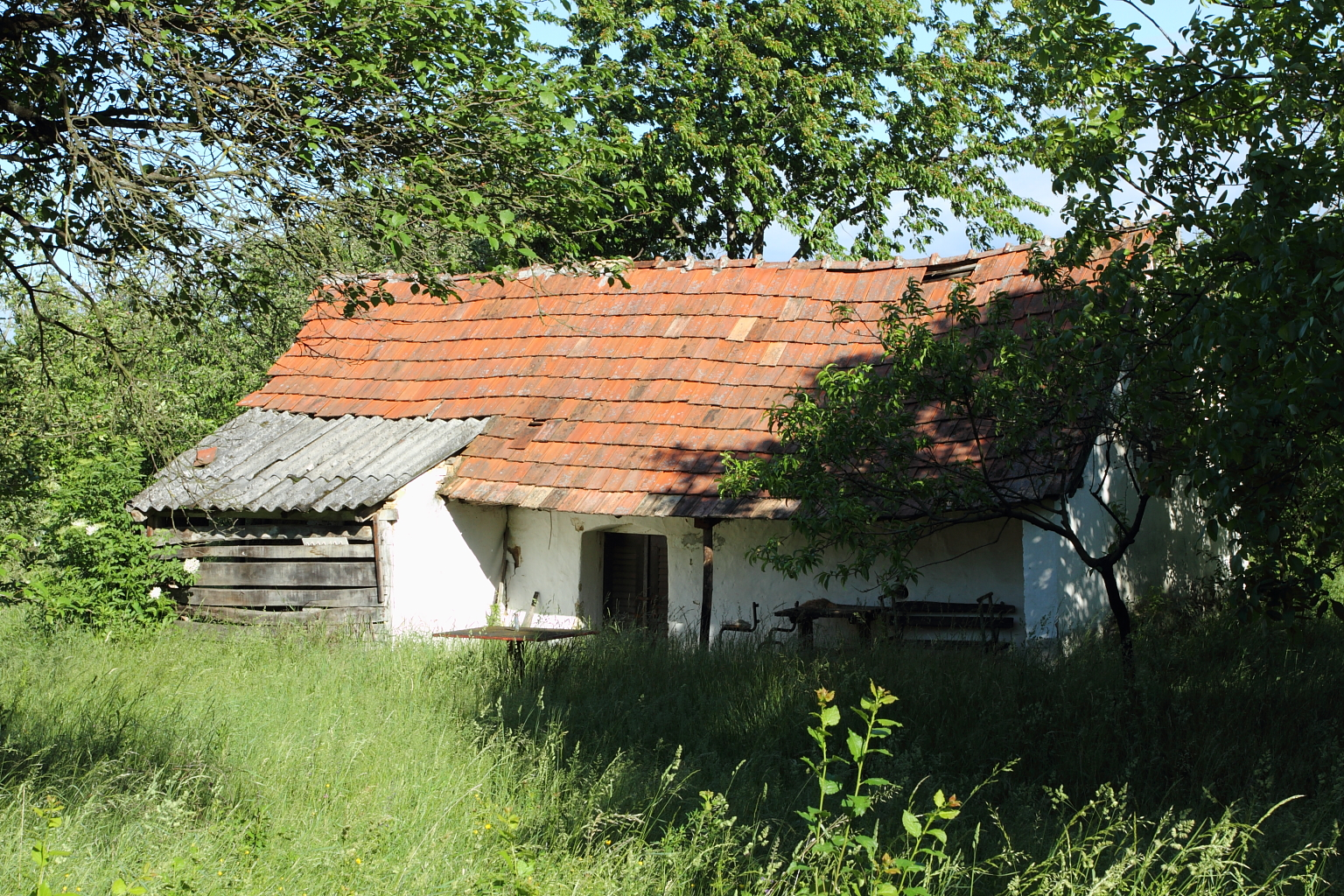
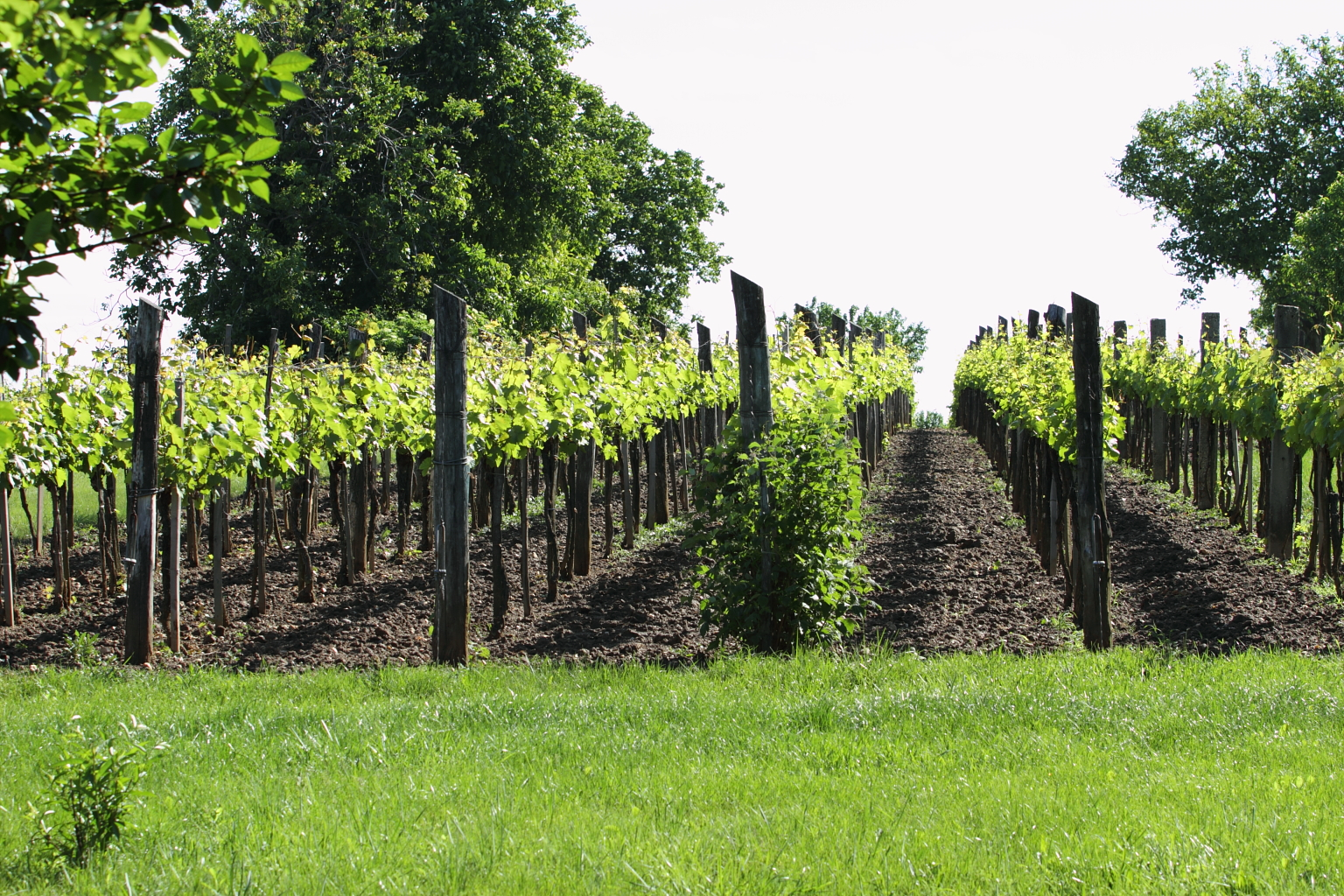
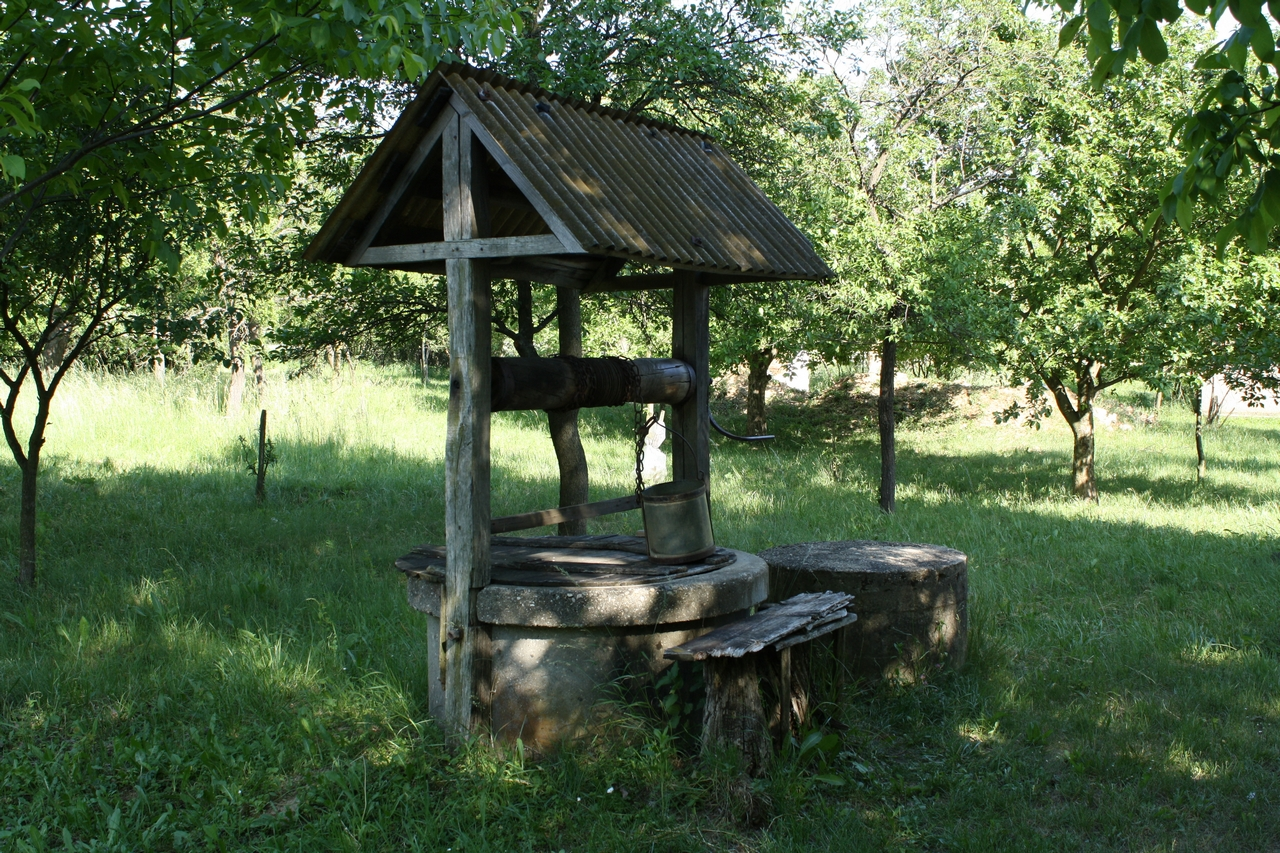
Kút a szőlőhegyen